# Vai Azulão
Vai Azulão est un album studio d’Agathe Martel et de Marc Bourdeau consacré à la mélodie sud-américaine, publié par le label canadien Marquis Classics en 2002,.
Il porte le sous-titre Songs of Argentina and Brazil / Mélodies d’Argentine et du Brésil.

## Thème
L'album reprend le titre de la mélodie romantique et nostalgique figurant en piste 9, qui évoque un oiseau bleu chargé de retrouver et de dire à la bien-aimée que son amoureux ne peut vivre sans elle,.
Il rassemble des pièces de cinq compositeurs de langue espagnole et portugaise renommés : Carlos Guastavino, Camargo Guarnieri, Alberto Ginastera, Carlos López Buchardo et Heitor Villa-Lobos.

## Réception
David Vernier, dans sa revue sur Classicstoday, considère la sélection interprétée par Agathe Martel : comme « des mélodies peu connues mais absolument de premier ordre, éminemment chantables, immédiatement attrayantes qui honorent la voix et charment l'oreille ».
De même, Richard Turp écrit sur Rayon Musique à son sujet :

« Un très bel enregistrement de par la qualité de l’interprétation et de l’originalité du programme. Agathe Martel a une voix très chaleureuse et colorée. Elle chante ce répertoire peu connu mais fort accessible avec beaucoup de finesse et de sensualité. »

## Liste des titres
| No  | Titre                           | Auteur                | Durée |
| --- | ------------------------------- | --------------------- | ----- |
| 1.  | Se equivocó la paloma           | Carlos Guastavino     | 2:59  |
| 2.  | Hermano                         | Carlos Guastavino     | 4:22  |
| 3.  | Siesta                          | Carlos Guastavino     | 1:52  |
| 4.  | Bonita rama de sauce            | Carlos Guastavino     | 3:07  |
| 5.  | La rosa y el sauce              | Carlos Guastavino     | 2:43  |
| 6.  | Pueblito, mi pueblo             | Carlos Guastavino     | 2:50  |
| 7.  | Mi viña de Chapanay             | Carlos Guastavino     | 2:55  |
| 8.  | Ya me voy a retirar             | Carlos Guastavino     | 3:29  |
| 9.  | Vai azulão                      | Camargo Guarnieri     | 1:56  |
| 10. | Quando embalada                 | Camargo Guarnieri     | 1:24  |
| 11. | Cantiga                         | Camargo Guarnieri     | 2:34  |
| 12. | Den-báu                         | Camargo Guarnieri     | 1:04  |
| 13. | Não sei                         | Camargo Guarnieri     | 2:14  |
| 14. | Meus pecados                    | Camargo Guarnieri     | 1:34  |
| 15. | Canción al arbol del olvido     | Alberto Ginastera     | 2:33  |
| 16. | Canción a la luna lunanca       | Alberto Ginastera     | 2:10  |
| 17. | Prendiditos de la mano          | Carlos López Buchardo | 2:21  |
| 18. | Oye mi llanto                   | Carlos López Buchardo | 4:18  |
| 19. | Frescas sombras de sauces       | Carlos López Buchardo | 3:05  |
| 20. | Si lo hallas                    | Carlos López Buchardo | 2:24  |
| 21. | ¡Malhaya la suerte mia!         | Carlos López Buchardo | 2:10  |
| 22. | Modinha                         | Heitor Villa-Lobos    | 1:38  |
| 23. | Na paz do outono                | Heitor Villa-Lobos    | 2:23  |
| 24. | Canção do poeta do século XVIII | Heitor Villa-Lobos    | 1:28  |
| 25. | Desejo                          | Heitor Villa-Lobos    | 0:53  |
| 26. | Realejo                         | Heitor Villa-Lobos    | 0:49  |
| 27. | Serenata                        | Heitor Villa-Lobos    | 5:16  |
| 28. | Adeus Êma                       | Heitor Villa-Lobos    | 1:52  |
| 29. | Samba classico                  | Heitor Villa-Lobos    | 3:32  |

## Crédits
- Voix : Agathe Martel, soprano[1],[6],[7]
- Piano : Marc Bourdeau[1]
- Réalisation : Maureen Frawley (Radio-Canada)
- Prise de son : Alain Chénier (Radio-Canada)
- Montage et gravure numérique : Denis Frenette (Radio-Canada)
- Producteur délégué : Dinah Hoyle, Marquis Classics
- Conception graphique : Natasha Vasilevich
- Photographie : Julie Durocher

## Prix et distinctions
- 2002-2003 : prix Opus pour le disque Vai Azulão, Mélodies d'Argentine et du Brésil, nomination dans la catégorie Disque de l'année — Musiques classique, romantique, postromantique, impressionniste[8].